# آتول گاواند
آتول گاواند (انگلیسی: Atul Gawande؛ زادهٔ ۵ نوامبر ۱۹۶۵) جراح، خبرنگار و دانشمند در زمینه بهداشت عمومی، و مراقبت سلامت اهل ایالات متحده آمریکا است.
وی همچنین برندهٔ جوایزی همچون بورسیه رودز شده‌است. گاواند از استادان دانشکده پزشکی هاروارد و از دانش‌آموختگان دانشکده پزشکی هاروارد و دانشگاه استنفورد است.